# アウランガーバーディー・マハル
アウランガーバーディー・マハル（ペルシア語：اورنگ آبادی محل, Aurangabadi Mahal, ? - 1688年11月）は、北インド、ムガル帝国の第6代皇帝アウラングゼーブの妃。ミフルンニサー・ベーグムの母でもある。

## 生涯
1661年9月28日、アウラングゼーブの五女ミフルンニサー・ベーグムを出産した。
1688年11月、疫病が原因でビジャープルで死亡し、その地に埋葬された。